# Liste der Burgen, Schlösser, Ansitze und wehrhaften Stätten im Bezirk Villach-Land
Diese Liste nennt die Burgen, Schlösser, Ansitze und wehrhaften Stätten im Bezirk Villach-Land in Kärnten.

## Erklärung zur Liste
- Name: Name der Anlage.
- Gemeinde: Zeigt an, in welcher Gemeinde das Gebäude steht.
- Lage: Zeigt die Geokoordinaten an.
- Typ: Es wird der Gebäudetyp angegeben, wie Burg, Festung, Schloss, Gutshof, Wehrkirche, Wallanlage.
- Geschichte: geschichtlicher Abriss
- Zustand: Beschreibung des heutigen Zustands bzw. der Verwendung.
- Bild: Zeigt wenn möglich ein Bild des Gebäudes an.
- Denkmalschutz: führt zum Eintrag in der Denkmalliste.

## Liste
| Name                                           | Gemeinde                   | Lage         | Typ                             | Geschichte | Zustand | Bild | Denkmalschutz       |
| ---------------------------------------------- | -------------------------- | ------------ | ------------------------------- | --- | --- | ---- | ------------------- |
| Burg Aichelberg (Eichelberg)                   | Wernberg                   | Lage         | Burg                            | ab 1224 erwähnt; im Krieg gegen Corvinus Ende 15. Jahrhundert zerstört; Wiederaufbau als Schloss; Sitz im 16. Jahrhundert nach Damtschach verlegt. Verfall seit 17. Jahrhundert.                                                                            | Ruine |      | 48263               |
| Feste Altenberg                                | Stockenboi                 | Lage         | Befestigung                     | die Rückfallkuppe wird Burgkogel genannt. | kaum wahrnehmbar. |      | nein                |
| Burg Altenhaus (Kaltenhaus)                    | Stockenboi                 | Lage         | Burg                            | im 13. Jahrhundert castrum Kamering erwähnt (bezieht sich auf diese Burg?). 1492 wurde der Burgstall von Friedrich III seinem Diener Hans Kaltenhauser geschenkt mit Erlaubnis, ihn wieder zu befestigen.                                                   | Ruine durch Steinbruch abgekommen. |      | nein                |
| Burg Altkellerberg (Schwarzenstain)            | Weißenstein                | Lage         | Burg                            | von Mitte 13. Jahrhundert bis ins 14. Jahrhundert erwähnt. | verfallen; Zehentkasten beim Bauernhof Auer erhalten. |      | nein                |
| Klosterburg Arnoldstein                        | Arnoldstein                | Lage         | Klosterburg                     | im 11. Jahrhundert befestigtes Kloster gegründet. 12. Jahrhundert unbefestigter Ausbau. 15./16. Jahrhundert burgähnlich verstärkt; Brand in Türkenkriegen. 17. Jahrhundert Vorburg im Westen angebaut. Stift 1782 aufgelassen; Niedergang, 1883 abgebrannt. | Ruine |      | 34172               |
| Wehrkirche Arriach                             | Arriach                    | Lage         | Wehrkirche                      | bei Erneuerung der Kirche 1672 befestigte Kirchhofmauer niedriger gemacht, später völlig entfernt. | Befestigung abgekommen. |      | 61365               |
| Wehrkirche Augsdorf                            | Velden am Wörther See      | Lage         | Wehrkirche                      | Ende 15. Jahrhundert wehrhaft ausgebaut (Turm mit Schießscharten; eisenplattenbeschlagene Tür) | Kirche erhalten, Befestigung weitgehend abgekommen. |      | 61375               |
| Burgstall (bei Arriach)                        | Arriach                    | Lage         | Burgstall                       | Ende 14. Jahrhundert ein Turm erwähnt. | Befestigung der Kuppe erkennbar. |      | nein                |
| Burgstall (bei Kreuzen)                        | Stockenboi                 | Lage?        | Burgstall                       | | Befestigungsreste: geringe Wall- und Grabenspuren. |      | nein                |
| Schloss Damtschach                             | Wernberg                   | Lage         | Schloss                         | 1511 Wirtschaftshof der Aichelburg schlossartig ausgebaut; Ende 17. Jahrhundert ausgebaut. im Garten 1824 künstliche Ruine errichtet. | erhalten, bewohnt. |      | 34186               |
| Deber                                          | Velden am Wörther See      | ungef. Lage  | sagenhafte Fluchtburg           | urgeschichtliche Siedlung | abgekommen |      | nein                |
| Derter Platte (Gradische)                      | Hohenthurn                 | Lage         | Schanze                         | Siedlung mit Funden von Bronze- bis Hallstattzeit; römerzeitliche Befestigung. | weitgehend abgekommen |      | 45609               |
| Wallanlage Dreihofen                           | Arriach                    | Lage         | Wallanlage                      | | markante Wallanlage rund um Kuppe |      | nein                |
| Höhensiedlung Duel (Heidenschloss)             | Paternion                  | Lage         | Festung                         | spätantike befestigte Siedlung, mit Kirche, militärischen Gebäuden und Umfassungsmauer mit Türmen und Bastionen. zerstört Ende 6. Jahrhundert. | Am Nordhang Festungsmauerreste. Umriss der Siedlung erkennbar, doch wurden mit Ausnahme der Kirche die archäologisch erkundeten Mauern wieder zugeschüttet.                                                        |      | 34701               |
| Wallanlage Ehring                              | Treffen am Ossiacher See   | ungef. Lage  | Wallanlage                      | bronzezeitliche Funde. | |      | nein                |
| Wehrkirche Feistritz an der Gail               | Feistritz an der Gail      | Lage         | Wehrkirche                      | spätgotische Kirche mit wehrhaftem Turm Ende 15. Jahrhundert errichtet; (nur?) der Sage nach anstelle einer abgekommenen Burg. | Kirche (mit Schießscharten im Turm) umgebaut und Reste der wehrhaften Friedhofsmauer mit ein paar Schießscharten erhalten.                                                                                         |      | 61598               |
| Burg Finkenstein (Altfinkenstein)              | Finkenstein am Faaker See  | Lage         | Burg                            | 1142 genannt; Um- bzw. Ausbau im 14. und 16. Jahrhundert. | Ruine |      | 34249               |
| Burg Finkenstein (Altfinkenstein)              | Finkenstein am Faaker See  | Lage         | Vorbefestigung der Burg         | im frühen 16. Jahrhundert errichtet. | teilweise erhalten. |      | 34249               |
| Wallanlage Frauenstein (Falkenstein)           | Nötsch im Gailtal          | Lage         | Wallanlage                      | | Wälle |      | nein                |
| Wehrkirche Fresach                             | Fresach                    | Lage         | Wehrkirche                      | romanische Kirche Anfang 16. Jahrhundert mit mächtigem spätgotischen Wehrturm versehen. | Kirche erhalten; Friedhofsbefestigung abgekommen. |      | 61702               |
| Fresach, Meyer                                 | Fresach                    | Lage         | Gutshof                         | errichtet Ende 16. Jahrhundert, wohl als herrschaftlicher Bau; umgebaut als Gasthaus. | um-/ausgebaut; als Gasthaus genutzt. |      | nein                |
| Frögerturm (Fregerturm)                        | Rosegg                     | ungef. Lage  | Turm                            | im 15. Jahrhundert erwähnt. | verschollen |      | nein                |
| Burg Frojach (Warburg)                         | Rosegg                     | Lage         | Burg                            | | ehemalige Burgkapelle als Teil der heutigen Filialkirche erhalten; Burg verfallen. |      | 63127               |
| Fuggerau                                       | Arnoldstein                | Lage         | Schloss                         | um 1500 errichtet. im 17. Jahrhundert bereits Ruine (siehe Bild). Auf den Resten wurde 1814 der Schrotturm Gailitz errichtet. | abgekommen. |      | Nachfolgebau: 34298 |
| Wehrkirche Göriach                             | Hohenthurn                 | Lage         | Wehrkirche                      | gotische Kirche; im 14. Jahrhundert errichtet und nach Zerstörung (durch Türken, 1478) wiederaufgebaut. | nur geringe Reste (Schießscharte neben Friedhofsportal) der Friedhofsbefestigung erhalten. |      | 61927               |
| Görz (Stadtgörz)                               | Paternion                  | Lage         | sagenhafte Stadt                | spätkeltisches Lager, auf teils künstlich abgegrenzter Platte von etwa 700 m × 400 m Größe. | |      | 126563              |
| Burg Grad (Gratschitzen, Rasburg)              | Sankt Jakob im Rosental    | Lage         | Burg                            | romanische Burg; vermutlich Vorläufer der im 12. Jahrhundert errichteten Burg Ras. | Ruine |      | nein                |
| Wallanlage Gradische                           | Sankt Jakob im Rosental    | Lage         | Wallanlage                      | | Wallanlage erkennbar. |      | nein                |
| Wallanlage Gradschenitzen                      | Paternion                  | Lage?        | Wallanlage                      | | |      | nein                |
| Befestigung Grazkogel (Turm Chestnik?)         | Velden am Wörther See      | Lage         | Burg                            | im 12. Jahrhundert erwähnt; falls mit dem Turm Chestnik (Köstenberg) identisch: bis ins 15. Jahrhundert erwähnt. | Mauer und Turmrest erhalten. |      | nein                |
| Haidntempel                                    | Treffen am Ossiacher See   | Lage?        | Befestigung?                    | | in Form einer gegen Süden offenen Nische ausgehauene Felswand; viereckiger, kleiner gemauerter Befestigungsrest |      | nein                |
| Wehrkirche Hohenthurn                          | Hohenthurn                 | Lage         | Wehrkirche                      | wohl im 15. Jahrhundert befestigt. | zwei Schießscharten in Westseite der nur mehr niedrigen Friedhofsmauer. |      | 61967               |
| Höhensiedlung Hoischhügel                      | Arnoldstein                | Lage         | Befestigung                     | spätantikes Kastell | nur mehr geringe Spuren vorhanden. |      | 34872               |
| Humitzhügel (Roach)                            | Velden am Wörther See      | Lage         | Befestigung                     | sagenhafte Befestigungsreste; spätantikes Kastell? | |      | nein                |
| Burg Kamering (Chamirith)                      | Paternion                  | ungef. Lage? | Burg                            | Ende 11. Jahrhundert curtis erwähnt; im 12. Jahrhundert Burg erwähnt. offenbar spätestens im 14. Jahrhundert aufgegeben. | abgekommen. |      | nein                |
| Höhensiedlung Kanzianiberg                     | Finkenstein am Faaker See  | Lage         | befestigte Höhensiedlung        | Funde von Neolithikum bis Spätantike | Siedlungsterrassen erkennbar |      | 130231              |
| Schloss Kellerberg                             | Weißenstein                | Lage         | Schloss                         | vermutlich schon im 14. Jahrhundert Feste; heutiger Bau aus dem 16. Jahrhundert. | erhalten; bewohnt. |      | 35170               |
| Schloss Kerscheneck (Gnämihof)                 | Nötsch im Gailtal          | Lage         | Schloss                         | einfacher Bau des 16. Jahrhunderts. | erhalten; bewohnt. |      | 34422               |
| Khevenhüller Jagdschloss                       | Bad Bleiberg               | Lage         | Schloss                         | 2. Hälfte 16. Jahrhundert errichtet; später Gewerkensitz. | erhalten |      | 34181               |
| Burg bei Klösterle                             | Arriach                    | Lage         | Burg                            | sagenhafte Burgruine (im Volksmund „verwunschenes Schloss“) | verfallen; Spuren erkennbar. |      | nein                |
| Wehrkirche Köstenberg                          | Velden am Wörther See      | Lage         | Wehrkirche                      | spätgotische Kirche. 1487 verteidigt. | kleine Teile (mit wenigen Schlüsselscharten) der ehemals rund 4 m hohen Wehrmauer erhalten. Schießfenster im Obergeschoß des Chors und im Kirchturm. in Vorhalle Laufkanäle des Balkens zum Sperren der Torflügel. |      | 62327               |
| Sperre Krainberg                               | Arnoldstein                | Lage         | Sperre                          | Straßensperre des 15. Jahrhunderts, Teil der Kärntner Landesverteidigung. | geringe Befestigungsreste erkennbar. |      | nein                |
| Burg Krainegg                                  | Arnoldstein                | Lage         | Burgruine                       | Befestigung erstmals 1311 und letztmals um 1580 erwähnt. 1649 bereits Ruine. | verfallen, nur mehr Graben und Hügel erkennbar. |      | nein                |
| Schloss Kreuzen                                | Paternion                  | Lage         | Schloss                         | erste Hälfte 16. Jahrhundert errichtet; 1591 ausgebaut. | erhalten; bewohnt. |      | 34702               |
| Höhensiedlung Förker Laasriegel                | Nötsch im Gailtal          | Lage         | Höhensiedlung                   | keltische Siedlung; Wall und diverse Funde ergraben. | |      | 68209               |
| Luegerhof                                      | Fresach                    | Lage         | Zehenthof                       | errichtet Ende 16. Jahrhundert, wohl als herrschaftlicher Bau; umgebaut als Gasthaus. | erhalten, bewohnt. |      | 77875               |
| Maglern                                        | Arnoldstein                | Lage         | Schloss                         | errichtet 2. Hälfte 16. Jahrhundert; umgestaltet im Biedermeier. | erhalten, bewohnt. |      | nein                |
| Mallenitzener Kogel                            | Sankt Jakob im Rosental    | Lage         | Wallanlage                      | | Wallanlage erkennbar |      | nein                |
| Wehrkirche Mallestig                           | Finkenstein am Faaker See  | Lage         | Wehrkirche                      | spätgotische Wehrkirche | mit Schießscharten erhalten. |      | 61683               |
| Wehrkirche Maria Elend                         | Sankt Jakob im Rosental    | Lage         | Wehrkirche                      | 1478 von Türken belagert. | Befestigung abgekommen. |      | 62467               |
| Nagerschnigghof (Stiegerhof)                   | Finkenstein am Faaker See  | Lage         | Gutshof                         | um 1580 errichtet; seit 1952 Schulgebäude. | umgebaut erhalten; als Schulgebäude genutzt. |      | 34899               |
| Schloss Neufinkenstein                         | Finkenstein am Faaker See  | Lage         | Gutshof                         | Ende des 18. Jahrhunderts als Pfleghaus errichtet, unter Verwendung von Bauteilen der Burg Landskron (Portale!). | erhalten; im Besitz der Bundesforste. |      | 34355               |
| Wehrkirche Oberwöllan                          | Arriach                    | Lage         | Wehrkirche                      | Kirche im 14. Jahrhundert (über romanischem Kern) errichtet | Befestigung abgekommen. |      | 67877               |
| Osingerhaus                                    | Paternion                  | Lage         | Verweserhaus                    | Mitte des 16. Jahrhunderts errichteter Ansitz; renoviert 1772. | erhalten |      | 67834               |
| Schloss Paternion                              | Paternion                  | Lage         | Schloss                         | Bau von Mitte des 16. Jahrhunderts; Brand 1859, 1897 stark umgebaut. | umgebaut erhalten. |      | 34705               |
| Verwalterhaus Paternion                        | Paternion                  | Lage         | Pfleghaus                       | Bau von Mitte des 16. Jahrhunderts, Verwalterhaus des Schlosses. | erhalten. |      | 34703               |
| Schloss Pöllan                                 | Paternion                  | Lage         | Schloss                         | errichtet Mitte 16. Jahrhundert; unvollendet. Brand 1859. | erhalten. |      | 34706               |
| Burg Ras (Altenras)                            | Sankt Jakob im Rosental    | Lage         | Burg                            | erstmals 1171 genannt. 1238 aufgegeben. | weitläufige, aber spärliche Ruinen. |      | 70956               |
| Schloss Rosenbach                              | St. Jakob im Rosental      | Lage         | Schloss                         | errichtet im 17. Jahrhundert. | erhalten. |      | nein                |
| Batterie Rosegg                                | Rosegg                     | Lage         | Batteriestellung                | aus Krieg 1813. | markante Wälle/Gräben sichtbar. |      | nein                |
| Burg Rosegg (Altrosegg)                        | Rosegg                     | Lage         | Burg                            | hier schon urgeschichtliche Befestigung. Burg ab 13. Jahrhundert genannt; im 17. Jahrhundert abgebrannt und wiederhergestellt; Niedergang im 18. Jahrhundert; Anfang des 19. Jahrhunderts Ruinen als Steinbruch für Tierpark-Umfassungsmauer verwendet.     | Ruine |      | 34723               |
| Schloss Rosegg (Liechtenstein)                 | Rosegg                     | Lage         | Schloss                         | um 1775 errichtet. | erhalten; Museum. |      | 34724               |
| Säcklthurn (Schneeweißhof)                     | Treffen am Ossiacher See   | Lage         | Gutshof                         | im 17. Jahrhundert auf Landkarten als Gutshof mit Turm verzeichnet. | umgebaut erhalten. |      | nein                |
| Wehrkirche St. Egyden                          | Velden am Wörther See      | Lage         | Wehrkirche                      | spätgotische Kirche; Ende 19. Jahrhundert stark verändert. | Wehranlagen großteils abgekommen. |      | 63013               |
| Wehrkirche St. Georgen im Gailtal              | Nötsch im Gailtal          | Lage         | Wehrkirche                      | Wehrkirche Anfang 17. Jahrhundert durch Neubau ersetzt. | Reste der Friedhofsbefestigung erkennbar. |      | 63031               |
| Wehrkirche St. Jakob im Rosental               | Sankt Jakob im Rosental    | Lage         | ehem. Wehrkirche                | Wehrkirche im 15. Jahrhundert von Türken zerstört. | Wehranlagen abgekommen. |      | 63054               |
| Abtsitz St. Jakob im Rosental                  | Sankt Jakob im Rosental    | Lage         | Sommersitz der Äbte von Ossiach | errichtet Ende des 16. Jahrhunderts; 1726 Umbau und Fassadengestaltung. | erhalten; Pfarrhof. |      | 63052               |
| Wehrkirche St. Kanzian                         | Finkenstein am Faaker See  | Lage         | Wehrkirche                      | erstmals 1301 genannt. 1478 von Türken belagert. | Wehranlagen (Wall, Graben) weitgehend abgekommen. |      | 67943               |
| Wehrkirche St. Stefan                          | Finkenstein am Faaker See  | Lage         | Wehrkirche                      | gotische Wehrkirche 1472 errichtet. | Reste eines Wehrobergeschoßes mit Schlüsselscharten erhalten. |      | 67948               |
| Burg Schwarzes Schloss (Hohenwart; Cerni Grad) | Velden am Wörther See      | Lage         | Burg                            | ab Mitte des 12. Jahrhunderts genannt; zerstört 2. Hälfte 15. Jahrhundert. | Ruine |      | 34696               |
| Spähbühel                                      | Weißenstein                | Lage         | Feste                           | sagenhaftes Kastell; römische Funde. | |      | nein                |
| Staberhof (Ebner)                              | Paternion                  | Lage         | Gutshof                         | Hof ab 1570 nachweisbar. | stark umgebaut erhalten; Gasthof. |      | nein                |
| Burg Sternberg                                 | Wernberg                   | Lage         | Burg                            | um 1175 erstmals genannt; 1457 zerstört. 1938 Teil wiederaufgebaut. | Ruine; teilweise restauriert. |      | 35178               |
| Pfarrhof Sternberg                             | Wernberg                   | Lage         | Ansitz                          | im 16. Jahrhundert errichtet, als Ansitz? dann lange als Pfarrhof genutzt. | erhalten; bewohnt. |      | 35179               |
| Wehrkirche Sternberg                           | Wernberg                   | Lage         | Wehrkirche                      | spätgotische Wehrkirche | Befestigung großteils abgekommen. |      | 63396               |
| Burg Straßfried                                | Arnoldstein                | Lage         | Burg                            | Burg 1279 erwähnt; später als Schloss bezeichnet. 1797 (Franzosen) zerstört. | Ruine |      | 62456               |
| Tabor                                          | Finkenstein am Faaker See  | Lage         | Fluchtburg                      | Höhe während Türkenkriegen (15. Jahrhundert) als Fluchtburg genutzt; 1518 befestigt. | |      | nein                |
| Schloss Techant (Techand)                      | Finkenstein am Faaker See? | ungef. Lage? | Techant                         | im 16. Jahrhundert als ödes Schloss genannt, gehörte zur Herrschaft Rosegg. | verschollen |      | nein                |
| Burg Thurnberg (Neuhaus)                       | Arnoldstein                | Lage         | Burg                            | 1307 genannt. | verfallen; Umwallung erkennbar. |      | 34722               |
| Gutshof Töplitsch (Grabenhof)                  | Weißenstein                | Lage?        | Gutshof                         | spätmittelalterlicher Bau; um 1600 erneuert. als Gutshof im 16. und 17. Jahrhundert genannt. | erhalten, als Forstverwaltung genutzt. |      | nein                |
| Burg Treffen (Alt-Treffen)                     | Treffen am Ossiacher See   | Lage         | Burg                            | Hof ab 860 genannt, Burg etwa ab 1130. Romanisch-gotische Burg; im 15. Jahrhundert zerstört, Anfang 16. Jahrhundert wiederhergestellt, im 17. Jahrhundert Verfall.                                                                                          | Ruine |      | 68390               |
| Schloss Treffen (Grottenegg, Schneegkh)        | Treffen am Ossiacher See   | Lage         | Schloss                         | Schloss im 16. Jahrhundert errichtet, 1690 durch Erdbeben zerstört; danach neu aufgebaut, im 18. Jahrhundert erneuert. | erhalten |      | 34894               |
| Burg Trostenheim (Trostheim)                   | Finkenstein am Faaker See  | ungef. Lage? | Burg                            | 1282 erwähnt; Ende des 14. Jahrhunderts bereits nicht mehr vorhanden. | verschollen |      | nein                |
| Schloss Velden (Kärnten)                       | Velden am Wörther See      | Lage         | Schloss                         | um 1600 errichtetes Schloss; 1762 durch Brand stark beschädigt, seither ein Stockwerk niedriger; 1891 als Hotel ausgebaut. | umgebaut/restauriert; als Hotel genutzt. |      | 34905               |
| Schloss Wasserleonburg                         | Nötsch im Gailtal          | Lage         | Schloss (ehem. Burg)            | Burg ab 1250 genannt. 1348 durch Erdbeben zerstört; wiederaufgebaut. mehrmals umgebaut. | umgebaut erhalten. |      | 34778               |
| Burg Weißenstein                               | Weißenstein                | Lage         | Burg                            | Burg von 1149 bis ins 14. Jahrhundert genannt. | verfallen, Mauerreste. |      | nein                |
| Heidenschloss Weißenstein                      | Weißenstein                | Lage?        | sagenhaftes Schloss             | vielleicht spätantikes Kastell? | |      | nein                |
| Schloss Wernberg                               | Wernberg                   | Lage         | Schloss (ehem. Burg)            | 1227 Werdenburg genannt. heutiger Bau etwa von 1575; ab 1672 in Kirchenbesitz, im 18. Jahrhundert erneuert, dabei Befestigung großteils abgekommen. | umgebaut erhalten, als Kloster genutzt. |      | 35176               |
| Burg Winklern (Winkl)                          | Sankt Jakob im Rosental    | Lage?        | Burg                            | Mitte des 12. Jahrhunderts erwähnt. | verfallen |      | nein                |
| Wollanig                                       | Wernberg                   | ungef. Lage? | Schloss?                        | sagenhaftes Schloss; 1217 genannt. | |      | nein                |
| Sperre Wurzenpass                              | Arnoldstein                | Lage         | Sperre                          | Sperranlagen aus der zweiten Hälfte des 20. Jahrhunderts. | Befestigungen weitgehend erhalten. |      | 130551              |
| Befestigung Zagrad (Sagrad)                    | Hohenthurn                 | Lage         | Wallanlage                      | spätantiker Fund | Wallanlage (befestigtes Plateau) sichtbar |      | 72096               |

## Bemerkungen
1. ↑  H. Wiessner, M. Vyoral-Tschapka: Burgen und Schlösser in Kärnten. Hermagor – Spittal – Villach. 2. erw. Auflage. Birken, Wien 1986, S. 127 ff.
2. ↑  H. Wiessner, M. Vyoral-Tschapka: Burgen und Schlösser in Kärnten. Hermagor – Spittal – Villach. 2. erw. Auflage. Birken, Wien 1986, S. 140 f.
3. ↑  H. Wiessner, M. Vyoral-Tschapka: Burgen und Schlösser in Kärnten. Hermagor – Spittal – Villach. 2. erw. Auflage. Birken, Wien 1986, S. 142.
4. ↑  H. Wiessner, M. Vyoral-Tschapka: Burgen und Schlösser in Kärnten. Hermagor – Spittal – Villach. 2. erw. Auflage. Birken, Wien 1986, S. 130 ff.
5. ↑  Karl Kafka: Wehrkirchen Kärntens I. Birken-Verlag, Wien 1971, S. 23.
6. ↑  Karl Kafka: Wehrkirchen Kärntens I. Birken-Verlag, Wien 1971, S. 23.
7. ↑  laut Kohla „auf Kuppe etwa 1000 m nordwestlich des Gehöftes Gradnitzer und östlich des Gehöftes Burgstaller.“ Diese Angaben sind in sich widersprüchlich; gemeint war wohl nordöstlich des Gehöftes Gradnitzer; auf die markanteste Kuppe in dieser Gegend verweisen die Koordinaten.
8. ↑  H. Wiessner, M. Vyoral-Tschapka: Burgen und Schlösser in Kärnten. Hermagor – Spittal – Villach. 2. erw. Auflage. Birken, Wien 1986, S. 132 ff.
9. ↑  Peter Jablonka: Die prähistorische und römerzeitliche Siedlung auf der Dert bei Dreulach im Gailtal. In: Carinthia I, 1987, S. 7—42.
10. ↑  in Literatur nicht erwähnt.
11. ↑  H. Wiessner, M. Vyoral-Tschapka: Burgen und Schlösser in Kärnten. Hermagor – Spittal – Villach. 2. erw. Auflage. Birken, Wien 1986, S. 134 f.
12. ↑  H. Wiessner, M. Vyoral-Tschapka: Burgen und Schlösser in Kärnten. Hermagor – Spittal – Villach. 2. erw. Auflage. Birken, Wien 1986, S. 135 ff.
13. ↑  H. Wiessner, M. Vyoral-Tschapka: Burgen und Schlösser in Kärnten. Hermagor – Spittal – Villach. 2. erw. Auflage. Birken, Wien 1986, S. 135.
14. ↑  H. Wiessner, M. Vyoral-Tschapka: Burgen und Schlösser in Kärnten. Hermagor – Spittal – Villach. 2. erw. Auflage. Birken, Wien 1986, S. 137 f.
15. ↑  laut Kohla im 17. Jahrhundert bereits verfallen als „am Schlossberg“ beschrieben.
16. ↑  Paul Gleirscher: Neues zur Gurina im Gailtal. In: Carinthia I, Jg. 187, Geschichtsverein für Kärnten, Klagenfurt 1997, S. 57—58.
17. ↑  H. Wiessner, M. Vyoral-Tschapka: Burgen und Schlösser in Kärnten. Hermagor – Spittal – Villach. 2. erw. Auflage. Birken, Wien 1986, S. 153.
18. ↑  Johann Viertler, Carl Plank: Der Grazkogel. In: Carinthia I, Jg. 157, Geschichtsverein für Kärnten, Klagenfurt 1967, S. 250–256, 498–499.
19. ↑  H. Wiessner, M. Vyoral-Tschapka: Burgen und Schlösser in Kärnten. Hermagor – Spittal – Villach. 2. erw. Auflage. Birken, Wien 1986, S. 144 f.
20. ↑  Die Koordinaten entsprechen ungefähr jener Beschreibung, wonach der Heidentempel „von der Baumgartnerhube in westlicher Richtung etwas aufwärts gehend, in etwa einer Viertelstunde“ erreichbar ist. (M. F. Jabornegg-Altenfels: Geschichtliche Miszellen. In: Archiv für Vaterländische Geschichte und Topographie. Band 7. Klagenfurt 1862, S. 113 f.)
21. ↑  M. F. Jabornegg-Altenfels: Geschichtliche Miszellen. In: Archiv für Vaterländische Geschichte und Topographie. Band 7. Klagenfurt 1862, S. 113 f.
22. ↑  so laut Kohla
23. ↑  Karl Kafka: Wehrkirchen Kärntens I. Birken-Verlag, Wien 1971, S. 84 ff.
24. 1 2  H. Wiessner, M. Vyoral-Tschapka: Burgen und Schlösser in Kärnten. Hermagor – Spittal – Villach. 2. erw. Auflage. Birken, Wien 1986, S. 140.
25. ↑  H. Wiessner, M. Vyoral-Tschapka: Burgen und Schlösser in Kärnten. Hermagor – Spittal – Villach. 2. erw. Auflage. Birken, Wien 1986, S. 141 ff.
26. ↑  H. Wiessner, M. Vyoral-Tschapka: Burgen und Schlösser in Kärnten. Hermagor – Spittal – Villach. 2. erw. Auflage. Birken, Wien 1986, S. 143 f.
27. ↑  Karl Kafka: Wehrkirchen Kärntens I. Birken-Verlag, Wien 1971, S. 93 ff.
28. ↑  H. Wiessner, M. Vyoral-Tschapka: Burgen und Schlösser in Kärnten. Hermagor – Spittal – Villach. 2. erw. Auflage. Birken, Wien 1986, S. 145 f.
29. ↑  H. Wiessner, M. Vyoral-Tschapka: Burgen und Schlösser in Kärnten. Hermagor – Spittal – Villach. 2. erw. Auflage. Birken, Wien 1986, S. 138.
30. ↑  H. Wiessner, M. Vyoral-Tschapka: Burgen und Schlösser in Kärnten. Hermagor – Spittal – Villach. 2. erw. Auflage. Birken, Wien 1986, S. 146 f.
31. ↑  Karl Kafka: Wehrkirchen Kärntens I. Birken-Verlag, Wien 1971, S. 119 f.
32. ↑  H. Wiessner, M. Vyoral-Tschapka: Burgen und Schlösser in Kärnten. Hermagor – Spittal – Villach. 2. erw. Auflage. Birken, Wien 1986, S. 147 ff.
33. ↑  H. Wiessner, M. Vyoral-Tschapka: Burgen und Schlösser in Kärnten. Hermagor – Spittal – Villach. 2. erw. Auflage. Birken, Wien 1986, S. 149 f.
34. ↑  der Bau daher von Kohla fälschlich ins 16. Jahrhundert datiert.
35. ↑  Karl Kafka: Wehrkirchen Kärntens II. Birken-Verlag, Wien 1972, S. 18.
36. ↑  H. Wiessner, M. Vyoral-Tschapka: Burgen und Schlösser in Kärnten. Hermagor – Spittal – Villach. 2. erw. Auflage. Birken, Wien 1986, S. 150 ff.
37. ↑  H. Wiessner, M. Vyoral-Tschapka: Burgen und Schlösser in Kärnten. Hermagor – Spittal – Villach. 2. erw. Auflage. Birken, Wien 1986, S. 151 f.
38. ↑  H. Wiessner, M. Vyoral-Tschapka: Burgen und Schlösser in Kärnten. Hermagor – Spittal – Villach. 2. erw. Auflage. Birken, Wien 1986, S. 152 f.
39. ↑  H. Wiessner, M. Vyoral-Tschapka: Burgen und Schlösser in Kärnten. Hermagor – Spittal – Villach. 2. erw. Auflage. Birken, Wien 1986, S. 153 f.
40. ↑  H. Wiessner, M. Vyoral-Tschapka: Burgen und Schlösser in Kärnten. Hermagor – Spittal – Villach. 2. erw. Auflage. Birken, Wien 1986, S. 156 f.
41. ↑  H. Wiessner, M. Vyoral-Tschapka: Burgen und Schlösser in Kärnten. Hermagor – Spittal – Villach. 2. erw. Auflage. Birken, Wien 1986, S. 154.
42. ↑  H. Wiessner, M. Vyoral-Tschapka: Burgen und Schlösser in Kärnten. Hermagor – Spittal – Villach. 2. erw. Auflage. Birken, Wien 1986, S. 155 f.
43. ↑  H. Wiessner, M. Vyoral-Tschapka: Burgen und Schlösser in Kärnten. Hermagor – Spittal – Villach. 2. erw. Auflage. Birken, Wien 1986, S. 157 f.
44. ↑  Karl Kafka: Wehrkirchen Kärntens II. Birken-Verlag, Wien 1972, S. 60 ff.
45. ↑  H. Wiessner, M. Vyoral-Tschapka: Burgen und Schlösser in Kärnten. Hermagor – Spittal – Villach. 2. erw. Auflage. Birken, Wien 1986, S. 138 ff.
46. ↑  H. Wiessner, M. Vyoral-Tschapka: Burgen und Schlösser in Kärnten. Hermagor – Spittal – Villach. 2. erw. Auflage. Birken, Wien 1986, S. 146.
47. ↑  H. Wiessner, M. Vyoral-Tschapka: Burgen und Schlösser in Kärnten. Hermagor – Spittal – Villach. 2. erw. Auflage. Birken, Wien 1986, S. 158 f.
48. ↑  H. Wiessner, M. Vyoral-Tschapka: Burgen und Schlösser in Kärnten. Hermagor – Spittal – Villach. 2. erw. Auflage. Birken, Wien 1986, S. 159.
49. ↑  H. Wiessner, M. Vyoral-Tschapka: Burgen und Schlösser in Kärnten. Hermagor – Spittal – Villach. 2. erw. Auflage. Birken, Wien 1986, S. 160 f.
50. ↑  Kohla macht keine Angaben zur Lage ("Näheres nicht bekannt"). Die Koordinaten verweisen auf den Ort Techanting.
51. ↑  H. Wiessner, M. Vyoral-Tschapka: Burgen und Schlösser in Kärnten. Hermagor – Spittal – Villach. 2. erw. Auflage. Birken, Wien 1986, S. 161 f.
52. ↑  H. Wiessner, M. Vyoral-Tschapka: Burgen und Schlösser in Kärnten. Hermagor – Spittal – Villach. 2. erw. Auflage. Birken, Wien 1986, S. 163 ff.
53. ↑  H. Wiessner, M. Vyoral-Tschapka: Burgen und Schlösser in Kärnten. Hermagor – Spittal – Villach. 2. erw. Auflage. Birken, Wien 1986, S. 162 f.
54. ↑  laut alten Quellen "ob Rossegg, jetzt ist da eine Kirche St. Martin" (=Oberferlach; heißt das, dass die Kirche genau an der Stelle der Burg erbaut wurde? Diese Lage wäre nicht typisch für eine Burg.). Aber auch der nordwestlich davon gelegene Weiler Petschnitzen wurde früher mit dem Zusatz "zu Trostenheim" versehen. Die Koordinaten verweisen auf ein kleines Plateau etwas südöstlich der Kirche Oberferlach; vom Gelände her würde sich alternativ auch eine schmale Rückfallkuppe südwestlich von Petschnitzen anbieten.
55. ↑  H. Wiessner, M. Vyoral-Tschapka: Burgen und Schlösser in Kärnten. Hermagor – Spittal – Villach. 2. erw. Auflage. Birken, Wien 1986, S. 167 ff.
56. ↑  H. Wiessner, M. Vyoral-Tschapka: Burgen und Schlösser in Kärnten. Hermagor – Spittal – Villach. 2. erw. Auflage. Birken, Wien 1986, S. 169 ff.
57. ↑  H. Wiessner, M. Vyoral-Tschapka: Burgen und Schlösser in Kärnten. Hermagor – Spittal – Villach. 2. erw. Auflage. Birken, Wien 1986, S. 173 f.
58. ↑  laut Kohla 30 Minuten oberhalb des Orts, westlich des Grabens.
59. ↑  H. Wiessner, M. Vyoral-Tschapka: Burgen und Schlösser in Kärnten. Hermagor – Spittal – Villach. 2. erw. Auflage. Birken, Wien 1986, S. 174 f.
60. ↑  laut Kohla "auf niedrigem Felshügel südlich der Ortschaft Winkl."
61. ↑  Kohla erwähnte noch Halsgraben, Mauerreste und turmartiger Kern. Falls die Lokalisierung an den oben Koordinaten stimmt, ist darüber mittlerweile eine Autobahn errichtet worden.
62. ↑  laut Kohla "im felsigen Westabhange des Hum des Wollanigberges."

- Karte mit allen Koordinaten:
- OSM |
- WikiMap